# Wilavan Apinyapong
Wilavan Apinyapong (ur. 6 czerwca 1984 w Nakhon Ratchasima) – tajska siatkarka, reprezentantka kraju, grająca na pozycji przyjmującej. Obecnie występuje w drużynie Bangkok Glass VC.

## Sukcesy klubowe
Klubowe Mistrzostwa Azji:
- 2009, 2010, 2011, 2015, 2017, 2018
- 2012, 2016

Mistrzostwo Chin:
- 2011

Mistrzostwo Azerbejdżanu:
- 2013
- 2014

Mistrzostwo Tajlandii:
- 2014
- 2016

## Sukcesy reprezentacyjne
Igrzyska Azji Południowo-Wschodniej:
- 2001, 2003, 2005, 2007, 2009, 2011, 2013, 2015

Mistrzostwa Azji:
- 2009, 2013
- 2017, 2019
- 2001, 2007, 2015

Puchar Azji:
- 2012
- 2010
- 2008, 2016, 2018

Igrzyska Azjatyckie:
- 2018
- 2014

## Nagrody indywidualne
- 2011: MVP Klubowych Mistrzostw Azji
- 2013: MVP Mistrzostw Azji
- 2016: Najlepsza przyjmująca Klubowych Mistrzostw Azji